# Nielles-lès-Calais
Nielles-lès-Calais és un municipi francès situat al departament del Pas de Calais i a la regió dels Alts de França. L'any 2007 tenia 225 habitants.

## Demografia

### Població
El 2007 la població de fet de Nielles-lès-Calais era de 225 persones. Hi havia 75 famílies de les quals 8 eren unipersonals (8 dones vivint soles i 8 dones vivint soles), 21 parelles sense fills, 42 parelles amb fills i 4 famílies monoparentals amb fills.
La població ha evolucionat segons el següent gràfic:
Habitants censats

### Habitatges
El 2007 hi havia 85 habitatges, 78 eren l'habitatge principal de la família, 1 era una segona residència i 6 estaven desocupats. Tots els 84 habitatges eren cases. Dels 78 habitatges principals, 65 estaven ocupats pels seus propietaris, 11 estaven llogats i ocupats pels llogaters i 2 estaven cedits a títol gratuït; 5 tenien tres cambres, 20 en tenien quatre i 53 en tenien cinc o més. 65 habitatges disposaven pel capbaix d'una plaça de pàrquing. A 25 habitatges hi havia un automòbil i a 49 n'hi havia dos o més.

### Piràmide de població
La piràmide de població per edats i sexe el 2009 era:
| Homes | Edats   | Dones |
| ----- | ------- | ----- |
| 0     | 95 o +  | 0     |
| 0     | 90 a 94 | 4     |
| 0     | 85 a 89 | 0     |
| 0     | 80 a 84 | 0     |
| 0     | 75 a 79 | 4     |
| 8     | 70 a 74 | 0     |
| 0     | 65 a 69 | 4     |
| 0     | 60 a 64 | 4     |
| 12    | 55 a 59 | 0     |
| 4     | 50 a 54 | 4     |
| 0     | 45 a 49 | 4     |
| 8     | 40 a 44 | 4     |
| 12    | 35 a 39 | 20    |
| 16    | 30 a 34 | 12    |
| 4     | 25 a 29 | 8     |
| 4     | 20 a 24 | 0     |
| 0     | 15 a 19 | 16    |
| 0     | 10 a 14 | 24    |
| 8     | 5 a 9   | 12    |
| 8     | 0 a 4   | 4     |

## Economia
El 2007 la població en edat de treballar era de 160 persones, 104 eren actives i 56 eren inactives. De les 104 persones actives 95 estaven ocupades (50 homes i 45 dones) i 8 estaven aturades (4 homes i 4 dones). De les 56 persones inactives 21 estaven jubilades, 23 estaven estudiant i 12 estaven classificades com a «altres inactius».

### Ingressos
El 2009 a Nielles-lès-Calais hi havia 79 unitats fiscals que integraven 235 persones, la mediana anual d'ingressos fiscals per persona era de 21.790 €.

### Activitats econòmiques
Dels 3 establiments que hi havia el 2007, 2 eren d'empreses de construcció i 1 d'una empresa de comerç i reparació d'automòbils.
L'únic servei als particulars que hi havia el 2009 era una lampisteria.
L'any 2000 a Nielles-lès-Calais hi havia 5 explotacions agrícoles.

## Poblacions més properes
El següent diagrama mostra les poblacions més properes.